# Szigethalom
Szigethalom is een plaats (város) en gemeente in het Hongaarse comitaat Pest. Szigethalom telt 13151 inwoners (2001).